# Reserva Natural de Maruoru
A Reserva Natural de Maruoru é uma reserva natural localizada no condado de Põlva, na Estónia.
A área da reserva natural é de 32 hectares.
A área protegida foi fundada em 2001 para proteger tipos valiosos de habitat e espécies ameaçadas na aldeia de Hino e em Karste (ambas na freguesia de Kanepi).